# Sylvie Fleury

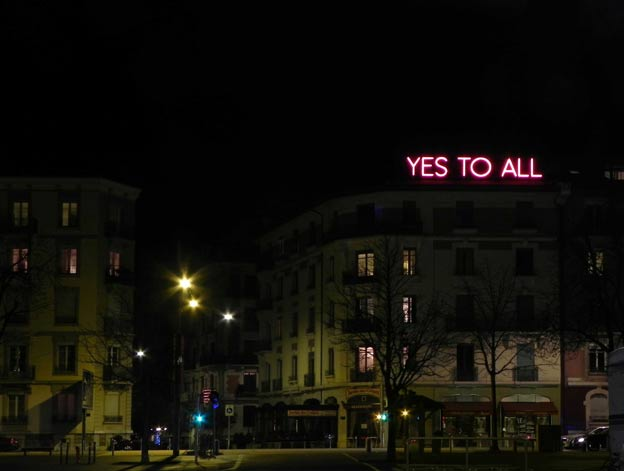
Instalación de Sylvie Fleury en una fachada alrededor de la "Plaine de Plainpalais", Ginebra, Suiza. Pertenece al Proyecto Neones de la FMAC y FCAC.

Sylvie Fleury (24 de junio de 1961) es una artista pop contemporánea suiza conocida por sus instalaciones, esculturas y técnicas mixtas.  Su trabajo en líneas generales, representa objetos con apegos sentimentales y estéticos en la cultura del consumo, así como el paradigma de la nueva era. Gran parte de su trabajo aborda específicamente cuestiones de consumo de género y las relaciones fetichistas con los objetos de consumo y la historia del arte.

## Biografía
Sylvie Fleury nació el 24 de junio de 1961 en Ginebra, Suiza. Al finalizar los estudios básicos, sus padres la enviaron a la ciudad de Nueva York para trabajar como au pair. Allí entró en contacto con un grupo de estudiantes de la Universidad de Nueva York que trabajaban en cortometrajes de arte.  Posteriormente, pasó a estudiar fotografía en la Germain School of Photography en 1981.  En su estancia en Nueva York, trabajó un día como asistente del fotógrafo de moda Richard Avedon.
Posteriormente, Fleury  viajó a la India donde conoció la danza Bharatanatyam, regresó a Ginebra y trabajó para la Cruz Roja . Bajo el seudónimo de Silda Brown,  comenzó a coleccionar artículos marcados con una cruz roja. Convirtió su apartamento en el gabinete de un dentista dado que adquirió un centro de práctica a un precio razonable.  En 1990 conoció al artista de performance suizo John Armleder de Ginebra y se convirtió en su asistente. En el mismo año, ella y Armleder se mudaron a Villa Mágica, una gran casa antigua en las afueras de Ginebra.
En 2004 Fleury, Armleder y su hijo Stéphane Armleder (1977), fundaron el sello discográfico de Ginebra Villa Mágica Records. El sello también publicó CD y LP de John Armleder y Sylvie Fleury, de Rockenschaub y John B. Rambo (seudónimo de Stéphane Armleder).

## Trayectoria
La primera exposición de Fleury fue en 1990 en la Galería Rivolta de Lausana junto a Olivier Mosett y John Armleder. A través de esa muestra conoció a Eric Troncy y fue invitada a ser parte de su exhibición seminal de 1991 No Man's Time en Villa Arson en Niza, Francia.
En 1993, Fleury participó como comisaría en la 45ª Bienal de Venecia.
Los críticos de arte han etiquetado el trabajo de Fluery como "post-apropiacionista", y sus libros The art of survival, First Spaceship on Venus and Other Vehicles, y Parkett #58 (con Jason Rhoades y James Rosenquist ), se han presentado internacionalmente. En 2015 ganó el Prix de la Société des arts de Genève.
El trabajo de Fleury está expuesto en diferentes colecciones, entre las que destacan el Museo de Arte Moderno, el Museo der Moderne de Salzburgo, en el Museo de Arte Contemporáneo Helga de Alvear, y el Centro ZKM de Arte y Medios de Karlsruhe.

## Obra
- Sylvie Fleury - El arte de sobrevivir. Neue Galerie Graz, Graz 1993.
- Sylvie Fleury: Sylvie Fleury. Hatje Cantz, Ostfildern-Ruit 1999,ISBN 978-3-89322-973-4 .
- Götz Adriani (Hrsg. ): Sylvie Fleury – 49000. Hatje Cantz, Ostfildern-Ruit, 2001.
- Centro de Atracción. VIII Trienal del Báltico. Bd. 1, Revólver, Fráncfort del Meno 2003,ISBN 978-3-936919-87-5 .
- Elke Kania u. a.: ¡Lo sublime es Ahora! Das Erhabene in der zeitgenössischen Kunst. Museo Franz Gertsch, Burgdorf/Schweiz 2006.
- Silvia Fleury. CAC Málaga, Centro de Arte Contemporáneo de Málaga. Málaga 2011,ISBN 978-84-96159-95-2 .